# Ужас Скалы клыка
Ужас Скалы клыка (англ. Horror of Fang Rock) — первая серия пятнадцатого сезона британского научно-фантастического телесериала «Доктор Кто», состоящая из четырёх эпизодов, которые были показаны в период с 3 по 24 сентября 1977 года.

## Сюжет
На пути в Брайтон ТАРДИС приземляется на острове Скала клыка на южном побережье Англии в начале XX века. Заметив, что местный маяк плохо работает, Доктор и Лила решают заглянуть, а заодно и спросить дорогу, так как ТАРДИС по видимому «потерялась в тумане». Но на маяке Доктор находит тело одного из смотрителей, Бена. Остальные двое, старый Ройбен и молодой Винс Хокинс, сообщают об огне, упавшем в море неподалеку. Они также сообщают, что электричество, питающее лампу маяка, стало непостоянным, и Доктор понимает: что-то питается им. Ройбен говорит о таинственном Звере Скалы клыка, который уже один раз нападал на маяк. Пока Доктор и Лила разведывают обстановку, что-то выносит тело Бена из маяка, а таинственные электрические разряды убивают всю рыбу у острова.
Из-за неполадок маяка в скалу врезается яхта. Выживших, боцмана Харкера, депутата полковника Джеймса Скинсейла, владельца яхты лорда Палмердейла и секретаршу Аделаиду Лесседж, приводят на маяк. Вскоре выясняется, что Палмердейл купил государственные секреты у Скинсейла и спешил в Лондон на биржу, поэтому корабль шел слишком быстро.
Харкер и Доктор находят тело Бена, и Доктор понимает, что оно было использовано как пособие по анатомии для инопланетян. Он решает держать создание снаружи маяка, но вскоре исчезает Ройбен, который вскоре появляется, но уже изменившимся. Палмердейла, стоящего на верху маяка, убивает светящийся пришелец, а Харкера Ройбен, который стал одержимым или превратился в пришельца. Доктор находит тело Харкера, а затем и уже холодное тело Ройбена, что означает, что в него превратился пришелец.
Существо спускается в маяк и начинает убивать остальных. Сначала погибает Винс, потом Аделаида. Инопланетянином оказывается рутанец, главный враг сонтаранцев, зелёная каплеобразная амфибия, чей разведывательный корабль разбился в море, и теперь он пытается вызвать материнский корабль. Рутанцы проигрывают войну с сонтаранцами, и хотят превратить Землю в свою базу из-за её стратегической позиции, а затем начать контратаку. Однако как только сонтаранцы найдут планету, она станет целью для их фотонных бомбардировок, что повлечет за собой многочисленные жертвы. Но рутанцы восприимчивы к высоким температурам, чем и пользуется Доктор, отогнав пришельца. Доктор и Скинсейл находят алмазы Палмердейла, но полковник погибает. Использовав их для фокусировки луча маяка и превратив лампу в лазер, Доктор уничтожает корабль рутанцев. Вспышка на некоторое время ослепляет Лилу и перекрашивает её глаза из коричневого в голубой. Доктор цитирует поэму «Остров Фланнан» и вместе с Лилой улетает.

## Трансляции и отзывы
| Эпизод            | Дата показа      | Продолжительность | Телезрители (в миллионах) |
| ----------------- | ---------------- | ----------------- | ------------------------- |
| «Часть 1»         | 3 сентября 1977  | 24:10             | 6,8                       |
| «Часть 2»         | 10 сентября 1977 | 24:10             | 7,1                       |
| «Часть 3»         | 17 сентября 1977 | 23:12             | 9,8                       |
| «Часть 4»         | 24 сентября 1977 | 23:49             | 9,9                       |
| [ 1 ] [ 2 ] [ 3 ] |                  |                   |                           |